# EgyptAir Cargo
EgyptAir Cargo – egipska towarowa linia lotnicza z siedzibą w Kairze. Głównym węzłem jest port lotniczy Kair.

## Historia
Spółka EgyptAir Holding Company powstała w 2004 z siedmiu spółek zależnych, jedną z nich była EgyptAir Cargo.
Spółka jest członkiem programu IATA Cargo 2000.
EgyptAir Cargo planuje przeznaczyć co najmniej 50 milionów dolarów na nowe centrum przeładunku na lotnisku w Kairze. Podobne centrum powstało na lotnisku w Luksorze.
W 2008 linia EgyptAir Cargo wprowadziła nowe logo.

## Flota
Flota EgyptAir cargo
| Model              | Ilość |
| ------------------ | ----- |
| Airbus A300B4-203F | 2     |
| Airbus A300-600RF  | 2     |